# انتظار (آلبوم مسعود شعاری)
انتظار نام آلبومی موسیقی با آهنگسازی مسعود شعاری است. مسعود شعاری در این اثر سه‌تار و درشن آنند طبلا می‌نوازد. موسسه فرهنگی و هنری آوای شیدا این آلبوم را در سال ۱۳۸۴ وارد بازار موسیقی کرد.

## فهرست قطعات
| شماره | نام              | مدت   |
| ----- | ---------------- | ----- |
| ۱.    | «چهارگاه-انتظار» | ۱۳:۱۵ |
| ۲.    | «راست پنجگاه»    | ۰۱:۱۴ |
| ۳.    | «شور»            | ۱۲:۳۶ |
| ۴.    | «نوا»            | ۱۵:۴۵ |